# Palazzo Pepoli

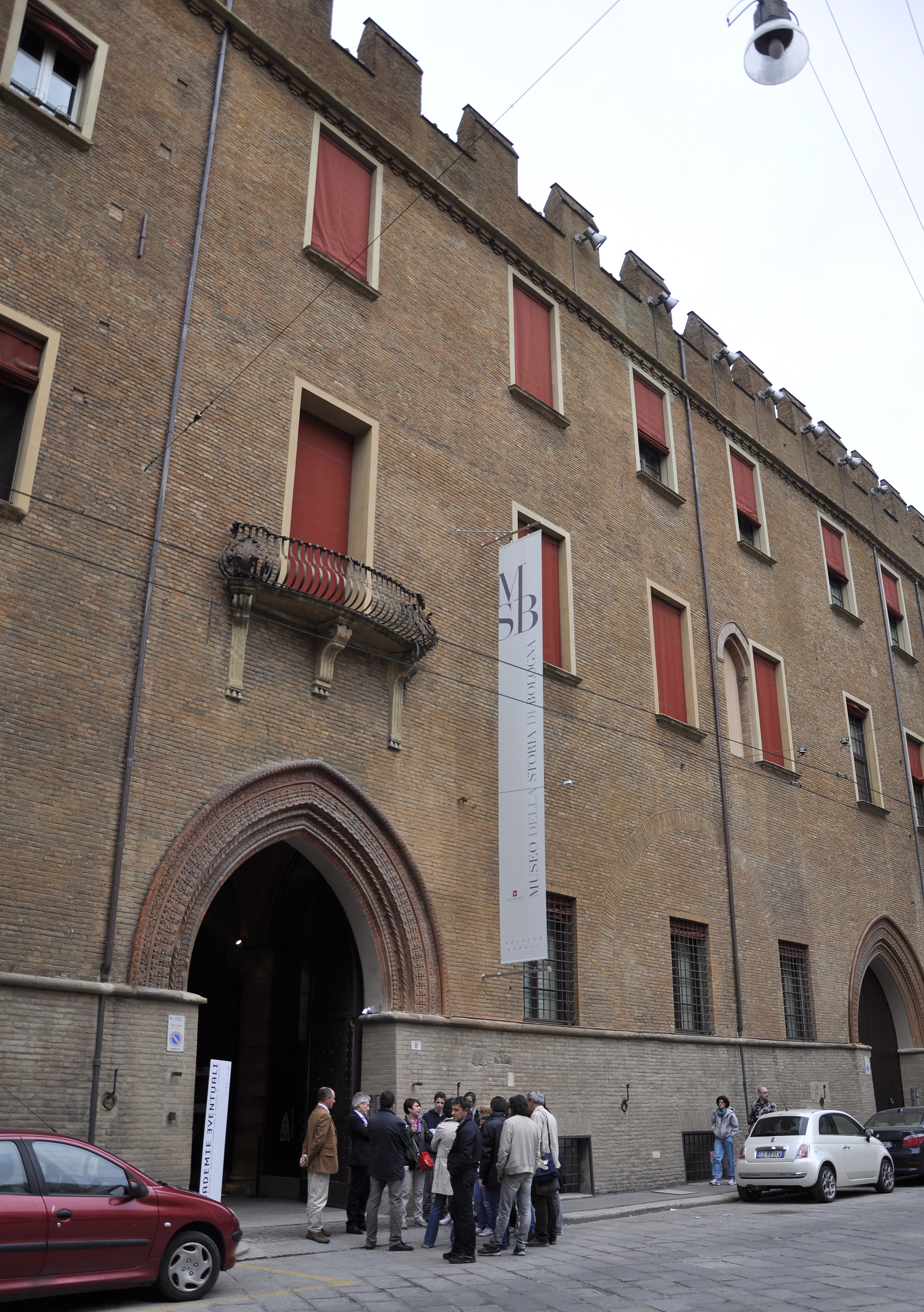
Eingang zum Palazzo Pepoli, dem Sitz des Museo della Storia di Bologna

Palazzo Pepoli (auch Palazzo Pepoli Vecchio zur Unterscheidung vom Palazzo Pepoli Campogrande) ist ein Palast im Zentrum von Bologna in der italienischen Region Emilia-Romagna. Er liegt in der Via Castiglione 8 in der Nähe des Torre degli Asinelli und des Torre della Garisenda.

## Geschichte
Der erste Kern des Palastes wurde 1344 im Auftrag von Taddeo Pepoli errichtet, wobei verschiedene Grundstücke genutzt wurden, die der Vater, Romeo Pepoli, in der Via Castiglione erworben hatte. Taddeo Pepoli ließ ein strenges Gebäude, geschützt durch einen Graben und Zugbrücken, errichten, in dessen Innerem sich ein repräsentatives Wohnhaus mit edlem Innenhof, malerischer Treppe, einem Empfangssalon und reichen, wunderschönen Verzierungen aus Stuck befand. Unter einem mit Zinnen versehenen Gesims ist ein Band mit weißen und schwarzen Karos gemalt, angeordnet in einem Schachbrettmuster, wie im Wappen der Pepolis.
1360 konfiszierte der Heilige Stuhl den Palast und stellte ihn der Apostolischen Kammer zur Verfügung, die daraus den Sitz des Collegio Gregoriano machte. 1474 gelangte das Gebäude in die Hände der Pepolis, die es jahrhundertelang behielten. Der letzte Gebäudeteil wurde 1723 errichtet.
1887 verkaufte, Ferdinando Pepoli, der letzte männliche Nachkomme der Familie, den Hauptteil des Palastes an den Grafen Agostino Pepoli aus Trapani vom sizilianischen Zweig der Familie. Nach dessen Tod am 23. März 1910 erbte die Stadt Bologna nach der testamentarischen Verfügung diesen Teil des Palastes, der die Gebäude in der Via Castiglione Nr. 6, 8 und 10 umfasste, mit allem, was sich darin befand, worin auch die Kunstsammlung im 1. Obergeschoss enthalten war, unter der Voraussetzung, dass die Stadt ihn der Öffentlichkeit zur Einrichtung eines Museo Pepoli zur Verfügung stellte. Die Stadt verlegte dagegen die Bibliothek der Pepolis 1913 in die städtische Bibliothek und verkaufte im Jahr darauf den Palast an die örtliche Sparkasse, die auch die restlichen Teile des Palastes von weiteren Privatpersonen erworben hatte. In den 1930er-Jahren führte der Ingenieur Guido Zucchini Restaurierungsarbeiten an dem Palast aus.

## Geschichtliches Museum von Bologna
Der Palast wurde 2003 unter dem Patronat der Fondazione Cassa di Risparmio in Bologna  erworben und seit Januar 2012 ist er der Sitz des Museo della Storia di Bologna. Die Restaurierung und das Museumslayout führte der Architekt Mario Bellini durch.